# Henryk Tokarski
Henryk Tokarski (ur. 23 stycznia 1928 w Grudziądzu, zm. 21 listopada 2022) – polski lekkoatleta i trener.

## Życiorys
W 1948 ukończył liceum elektryczne w Toruniu, w latach 1947–1948 był zawodnikiem Pomorzanina Toruń, następnie reprezentował barwy OWKS Wrocław (1950-1952) i Spójni Gdańsk (1953-1956). Na zimowych mistrzostwach Polski w 1948 zdobył brązowy medal w sztafecie 3x800 metrów. Na letnich mistrzostwach Polski seniorów jego najlepszym wynikiem było 8. miejsce w biegu na 1500 metrów w 1952.
Od 1955 był trenerem w Spójni Gdańsk, w latach 1960–1983 trenerem-koordynatorem sekcji, po przekształceniu w 1990 sekcji lekkoatletycznej Spójni w Sopocki Klub Lekkoatletyczny pozostał w zespole szkoleniowym, otrzymał godność honorowego członka KS Spójnia. Jego najwybitniejszym zawodnikiem był olimpijczyk Lech Boguszewicz. Prowadził także Czesława Wajdę, Wojciecha Ratkowskiego, Wojciecha Jaworskiego i Lecha Chludzińskiego
W 1985, 1986 i 1988 został uznany najlepszym trenerem lekkoatletycznym Wybrzeża w konkursie Gdańskiego Okręgowego Związku Lekkiej Atletyki.
Był także działaczem Gdańskiego Okręgowego Związku Lekkiej Atletyki, m.in. jego wiceprezesem ds. szkoleniowo-sportowych.
Jego żoną była lekkoatletka, Agnieszka Białek.